# 1716 en santé et médecine
| Années de la santé et de la médecine : 1713 - 1714 - 1715 - 1716 - 1717 - 1718 - 1719    |
| Décennies de la santé et de la médecine : 1680 - 1690 - 1700 - 1710 - 1720 - 1730 - 1740 |

Cet article présente les faits marquants de l'année 1716 en santé et médecine.

## Événements
Algérie
- 3 et 26 février : un tremblement de terre fait 20 000 victimes à Alger. Les secousses durent jusqu’en juin[1].

Angleterre
- 28 mai : John Churchill (1er duc de Marlborough) est victime d'un accident vasculaire cérébral à Holywell House, peu de temps après la mort de sa fille Anne, comtesse de Sunderland. Cela a été suivi d'un autre accident vasculaire cérébral plus grave en novembre, cette fois dans une maison du domaine de Blenheim. Le duc se rétablit, son esprit semble clair mais son discours reste altéré[2].

## Publications
- Dom Nicolas Alexandre (1654-1728) publie Dictionnaire Botanique et Pharmaceutique, contenant les principales propriétés des Minéraux, des Végétaux, et des Animaux d'usage, avec les préparations de pharmacie, internes et externes, Les plus usitées en Médecine & en Chirurgie, Le tout tiré des meilleurs Auteurs, sur-tout Modernes (Première édition : 1716, en ligne). L'ouvrage connait 24 éditions, de 1716 à 1846[3].
- Johann von Löwenstern-Kunckel (? 1630-1703) publie (la) Collegium Physico-Chymicum Experimentale, Oder Laboratorium Chymicum, Hambourg et Leipzig, Samuel Zeyls, 1716, 737 p. (lire en ligne).

## Naissances

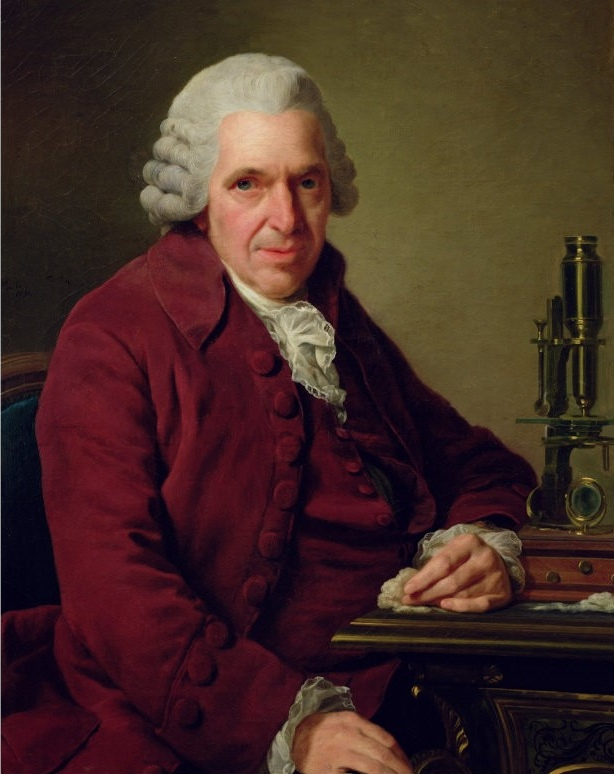
Louis Daubenton en 1791.
Portrait par Alexandre Roslin.

- 29 mai : Louis Jean-Marie Daubenton (mort en 1799), médecin et naturaliste français.
- 4 octobre : James Lind (mort en 1794), médecin écossais et un pionnier de l'hygiène dans la marine royale britannique.

## Décès
- 2 novembre : Engelbert Kaempfer (né en 1651), médecin et voyageur allemand.